# Sáfár-Kovács Zsolt
Sáfár-Kovács Zsolt (Nagykanizsa, 1968. március 16. –) magyar színművész.

## Életpályája
1995-ben végzett a Hangár Hangművészeti Oktatási Központban. 1995-1998 között a Független Színpadon, 1998-tól a Kolibri Pincében játszott. Később Budapesti Kamaraszínház, majd a Centrál Színház színésze lett.

## Filmes és televíziós szerepei
- Hazatalálsz (2024)
- Ízig-vérig (2019)
- Pappa Pia (2017)
- Kossuthkifli (2015)
- Anyám és más futóbolondok a családból (2015)
- Munkaügyek (2014)
- A csíkos pizsamás fiú (2008)
- Limonádé (2003)
- Sacra Corona (2001)
- Új faj (2001)
- El Nino – A kisded (1999)